# Шпильман, Владислав
Влади́слав Шпи́льман (пол. Władysław Szpilman; псевдоним Ал Легро; 5 декабря 1911[…], Сосновец, Царство Польское, Российская империя — 6 июля 2000[…], Варшава, Польша) — польский пианист и композитор.

## Биография

### Ранняя жизнь
Пианист Владислав Шпильман родился 5 декабря 1911 года в Сосновце в Польше в еврейской семье Шмуэла (Самуила) и Эстеры (Эдуарды) Шпильман. У него были брат Генрик и сёстры Регина и Галина. В 1929 году окончил Варшавскую консерваторию под руководством Александра Михаловского. В 1931 году выиграл стипендию для обучения в Берлинской высшей школе музыки (класс фортепиано Артура Шнабеля и класс композиции Франца Шрекера). В 1933 году после прихода к власти нацистов вернулся в Польшу и работал на Варшавском радио. До захвата немцами Польши в сентябре 1939 года занимался сочинением симфонической музыки и музыки к фильмам. Перед самой войной выступал с концертами вместе с такими всемирно известными скрипачами, как Роман Тотенберг, Бронислав Гимпель, Генрик Шеринг и Ида Гендель, параллельно работая на Польском радио.

### Вторая мировая война
Когда Германия оккупировала Польшу, Шпильман 23 сентября 1939 года сыграл свой последний концерт вживую на Польском радио, после чего оно перестало работать. В 1940 году семья Шпильманов оказалась в Варшавском гетто, причём их дом находился на одной из улиц, отданных под гетто, поэтому, в отличие от других его обитателей, им не пришлось переезжать. В ходе «Большой Акции» 16 августа 1942 года, семья прошла селекцию, в итоге которой Владислава, его родителей и Регину признали нетрудоспособными, и они подлежали отправке в Треблинку. 19 августа они отправились на Перевалочный пункт. Когда Генрик и Галина узнали об этом, они присоединились к ним, несмотря на то, что оба ещё не подлежали отправке. Во время погрузки в поезд один из еврейских полицейских Ицхак Хеллер, который был знакомым Шпильманов, вытолкнул Владислава из толпы, отделив от семьи. Родителей, сестёр и брата он больше не увидел. Согласно мемуарам Владислава, никаких записей об их судьбе он не нашёл — после войны он так и не смог пересилить себя и съездить в Треблинку, чтобы поискать упоминания в архивах.
После этого Владислав работал строителем и чудом несколько раз избежал смерти во время очередных селекций. Когда депортация оставшихся евреев вновь ужесточилась, Шпильман в феврале 1943 сбежал из гетто и вплоть до Варшавского восстания скитался по знакомым по Польскому радио (в их числе были Анджей Богуцкий с женой Яниной), которые укрывали его на различных квартирах. Его последним укрытием стала квартира в центре города — как раз там, где всё было заселено гестаповцами. Несмотря на просьбу друзей переждать в подвале дома Варшавское восстание, Шпильман большую часть этого времени находился в квартире и в случае опасности прятался на чердаке. 12 августа дом подожгли, и Шпильман, под угрозой удушья, попытался отравиться заранее припасённым снотворным, но остался жив. После подавления Варшавского восстания он остался фактически одним из немногих варшавян в центре города. Он прятался от гестаповцев в расположенном по соседству здании бывшего госпиталя и в других разрушенных домах, страдая от недоедания. Наконец в ноябре он укрылся в здании, где его нашёл немецкий офицер Вильгельм Хозенфельд, так как в этом здании собирались расположить немецкий штаб обороны Варшавы. Он укрыл Шпильмана на антресоли под крышей и вплоть до полного отступления немцев из Варшавы тайком носил ему еду.

### После войны
После окончания войны в течение 20 лет Шпильман проработал на Варшавском радио, он также продолжал выступать как пианист-исполнитель. Шпильман написал новые симфонические произведения, а также около тысячи песен. Среди них «Дождь», «Этих лет никто не вернет», «Нет счастья без любви», «Не верю песне» (Эдита Пьеха), «Красный автобус» (Эдита Пьеха), «Тихая ночь», «Время придёт», «Завтра будет хороший день». Он сочинил более пятидесяти песен для детей, музыку ко многим радиопостановкам и фильмам, а также позывные Польской кинохроники. Вместе с Брониславом Гимпелем и Тадеушем Вронским они создали «Варшавский квинтет», дав более двух тысяч концертов в различных странах.
Умер 6 июля 2000 года в 88-летнем возрасте.
В 2010 году писательница Агата Тушинская выпустила в издательстве «Литературное» книгу «Обвиняемая: Вера Гран» (Oskarżona: Wiera Gran) про еврейско-польскую певицу Веру Гран, которую после войны обвинили в сотрудничестве с нацистами, но в итоге дело было закрыто за недостатком улик. В книге она процитировала слова Гран, что Шпильман служил в еврейской полиции, благодаря чему и выжил в ходе «Большой Акции», когда депортировали его семью. Хотя сама Тушинская в книге пишет, что ей не удалось найти никаких доказательств того, что Гран говорила правду, Галина и Анджей Шпильманы предъявили писательнице и издательству иск за клевету. В 2016 году Апелляционный суд Варшавы частично удовлетворил иск, постановив, что Тушинская должна будет принести Шпильманам извинения, а из всех изданий книги впредь должны будут быть удалены все фрагменты текста, где описывается сотрудничество Шпильмана с нацистами.

## Композиции
- «До свидания, Тедди» (слова: Богуслава Хоиньского и Яна Галковского в исполнении Людмилы Якубчак)
- «Этих лет никто не вернет» (на слова Казимежа Винклера)
- «Ночи и дни» (слова Казимежа Винклера)
- «Завтра будет хороший день» (слова Эдварда Фисзера в исполнении Хелены Майданец)
- «Дождь» (слова Константина Ильдефонса Галчиньского в исполнении Рены Рольской)
- «Тихая ночь» (слова Романа Садовского)
- «Я твоя» (на слова Тадеуша Кубяка в исполнении Ирены Сантор)
- «Красный автобус» (на слова Казимежа Винклера в исполнении Эдиты Пьехи)
- «Когда кого-то нет» (на слова Здзислава Гоздавы)
- «Нет счастья без любви» (на слова Хенрика Херольда)
- «Песня с Мариенштадта» (слова Тадеуша Кубяка и Артура Мендзыжецкого)
- «Пойду в Старый город» (на слова Эдварда Фишера)
- «Три друга со стадиона» (на слова Артура Мендзыжецкого)
- «В маленьком кинотеатре» (на слова Людвика Старского)
- «Её первый бал» (на стихи Владислава Шленгеля в исполнении Веры Гран)

## Книга
После войны Шпильман написал мемуары, основанные на воспоминаниях о пережитом им во время войны. В литературной обработке Ежи Вальдорфа под названием «Гибель города» (пол. Śmierć miasta) они были изданы в 1946 году в Польше издательством «Wiedza Powszechna». Книга была подвергнута цензуре сталинскими властями по политическим причинам — Вильгельм Хозенфельд в этой редакции был австрийцем. В 1998 году сын Шпильмана Анджей опубликовал в немецком издательстве «Ullstein» новое, расширенное издание мемуаров своего отца в немецком переводе от Карин Вольф под названием «Das wunderbare Überleben» («Чудесное выживание»), а затем в английском переводе Антеи Белл под названием «Pianist» с эпилогом певца-диссидента из ГДР Вольфа Бирмана — в этой версии Хозенфельду вернули немецкое происхождение.
На русском языке книга впервые была издана только во второй редакции: в 2003 году еврейским издательством «Мосты культуры» в переводе Марины Курганской и в 2019 году издательством «АСТ» в переводе Екатерины Поляковой. Перевод Курганской был сделан с польской версии, Поляковой — с английской. В версиях разнится порядок глав: шестая глава в переводе Курганской («Пора детей и сумасшедших») в переводе Поляковой идёт как первая («Час детей и безумцев»).

### Экранизация
В 1950 году на основе мемуаров Шпильмана был снят польский фильм «Miasto nieujarzmione, Robinson warszawski» (Непокорённый город, Варшавский Робинзон) режиссёра Ежи Зажицкого. Из-за коммунистической цензуры сюжет фильма сильно расходился с мемуарами и больше сконцентрирован на самих «Варшавских Робинзонах».
В 2002 году польско-французский режиссёр Роман Полански снял экранизацию книги, главную роль в которой исполнил Эдриен Броуди. Фильм «Пианист» получил три премии Оскар в 2003 году — за лучшую режиссуру, лучшую мужскую роль и лучший адаптированный сценарий, Премию Британской Академии в области кино за лучший фильм и Золотую пальмовую ветвь Каннского кинофестиваля.

## Семья
В 1950 году Владислав Шпильман женился на Галине Гжежнаровской, бывшей  на 17 лет его младше. Галина Шпильман пережила Владислава Шпильмана на 20 лет и умерла в 2020 году. 
В браке родилось двое сыновей: Кшиштоф и Анджей, ставший впоследствии известным музыкантом.